# Friedrich Bödecker

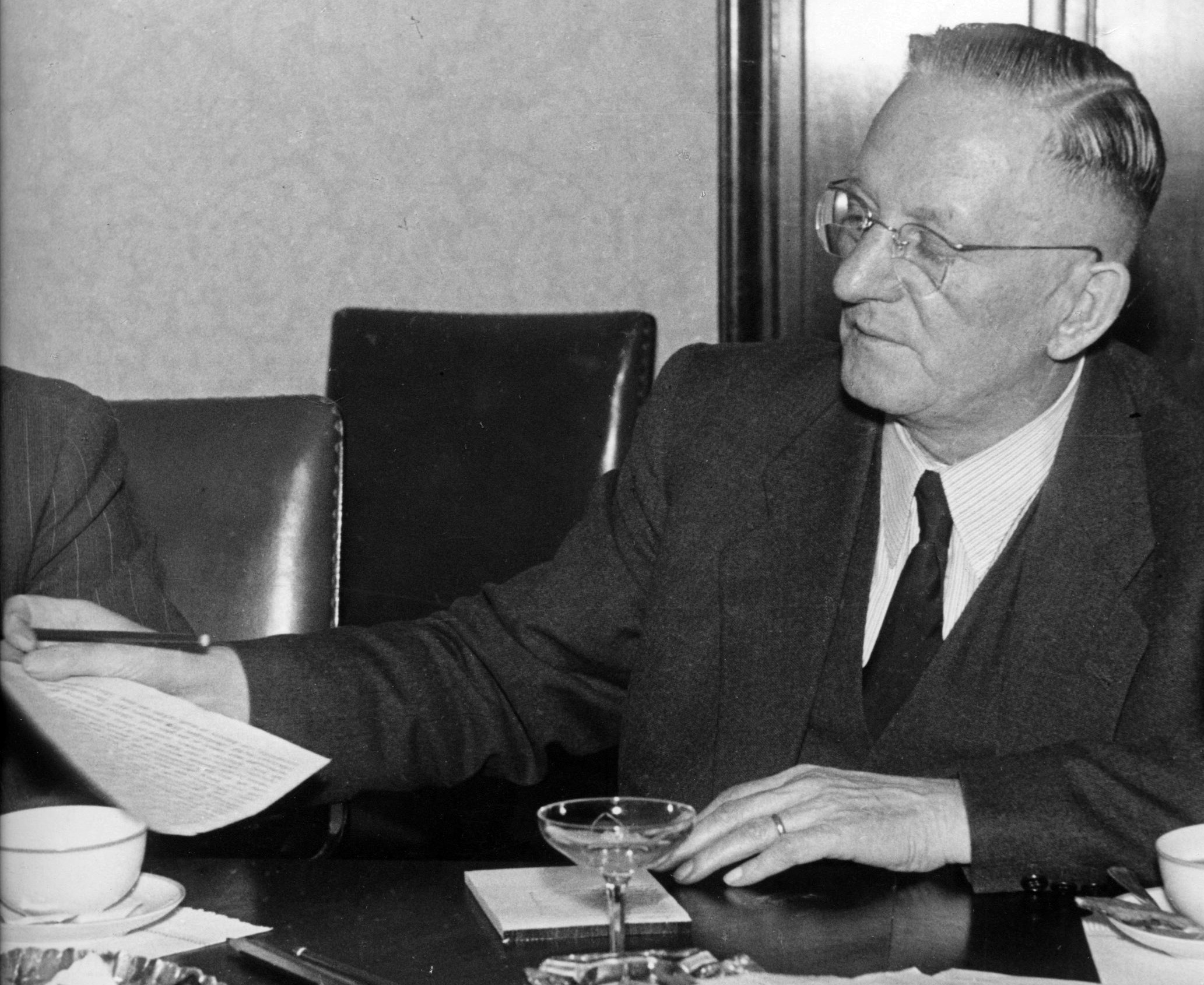
Friedrich Bödecker

Friedrich Bödecker (* 22. Juli 1896 in Bockenem im Harz; † 30. April 1954 in Hannover) war ein deutscher Pädagoge. Als Lehrer förderte er das Bücherlesen in der Schule. Alle zwei Jahre wird der nach ihm benannte Friedrich-Bödecker-Preis für Kinder- und Jugendliteratur vergeben. Der Friedrich-Bödecker-Kreis fördert bundesweit in Deutschland das Lesen.

## Leben
Bödecker begann auf der Präparandenanstalt in Hannover eine Ausbildung zum Volksschullehrer. Der Erste Weltkrieg zwang ihn zum Abbruch, 1920 konnte er jedoch sein Examen als Lehrer abschließen. Er wurde Lehrer einklassiger Dorfschulen bei Bremen zunächst in Borwede und dann in Rüssen. Er baute eine Schulbücherei auf und bemühte sich, seinen Schülern die Begeisterung für das Lesen nahezubringen. Er kam in Kontakt zum Volksbüchereibund und zu den Jugendbuch-Ausschüssen die es damals in den Lehrerverbänden gab. Darin engagierte er sich. Als diese Ausschüsse mit dem NS-Lehrerbund gleichgeschaltet wurden, trat er 1933 aus.
Im Jahr 1946 bat ihn der Leiter der Vereinigten Jugendschriften-Ausschüsse, John Barfaut, um erneute Mitarbeit. Er beurteilte Kinder- und Jugendbücher und leitete seine Texte den in ganz Niedersachsen entstandenen Jugendschriften-Ausschüssen der Lehrerschaft zu. Seine Empfehlungen erschienen in vielen amtlichen, gewerkschaftlichen und privaten Zeitschriften und Zeitungen Niedersachsens.
Von 1950 bis 1952 wurde Bödecker an das niedersächsische Kultusministerium abgeordnet. Er bekam die Aufgabe, in den Regierungsbezirken Bücherausstellungen für die Büchereien an den Schulen zu organisieren. Geschäftsleute, insbesondere die Pelikan-Fabrik für Schreibwerkzeuge in Hannover, unterstützten die Arbeit Bödeckers finanziell.
Nach Bödeckers plötzlichen Tod im April 1954 wurde die kurz vorher gegründete Arbeitsgemeinschaft Buch, Film und Fernsehen am 1. September 1954 in Friedrich-Bödecker-Kreis (FBK) umbenannt. Sein Sohn Hans Bödecker wurde 1964 zum 1. Vorsitzenden des Friedrich-Bödecker-Kreises in Niedersachsen gewählt und war von 1981 bis 2002 Vorsitzender des neu gegründeten Bundesverbandes der Friedrich-Bödecker-Kreise, anschließend bis zu seinem Tod im Jahr 2012 Ehrenvorsitzender der Bundesvereinigung. Seit dem Jahr 2000 ist Friedrich Bödeckers Enkelin Insa 1. Vorsitzende in Niedersachsen und seit 2002 Vorstandsmitglied der Bundesvereinigung.